# 쇼타임 (텔레비전 프로그램)
쇼타임(Showtime)은 MBC 에브리원을 통해 방영되는 대한민국의 리얼리티 프로그램이다. 7개 시즌이 있으며 EXO, 하이라이트 (음악 그룹), 에이핑크, 씨스타, EXID, 인피니트, 여자친구 (음악 그룹), 마마무가 참여했다. 12개화로 진행된 EXO, 하이라이트 (음악 그룹), 인피니트 시즌을 제외하고 모두 각각 8개화로 진행되었다. 5번째 시즌 EXID의 쇼타임은 2015년 7월 9일에 첫 방영을 시작했다.

## 관련 시즌 목록
- EXO의 쇼타임
- 쇼타임 - 버닝 더 비스트
- 에이핑크의 쇼타임
- 씨스타의 쇼타임
- EXID의 쇼타임
- 인피니트의 쇼타임
- 마마무X여자친구의 쇼타임